# 9/10 ジュウブンノキュウ
『9/10 ジュウブンノキュウ』は、2005年に公開された日本映画。
同窓会に集まった9人の男たちによる記憶の空白の謎を巡るシチュエーションミステリー。

## スタッフ
製作　齊田春日
プロデューサー　黒川章太
監督　東條政利
脚本　なるせゆうせい、東條政利
撮影　高間賢治
照明　上保正道
美術　斎藤岩男
録音　井家眞紀夫
編集　小川王子
音楽プロデューサー　和田亨
音楽　林祐介

## 出演者
- 中泉英雄（速水俊介）
- 関谷正隆（宜保霊治）
- 藤川俊生（鬼塚譲二）
- 鈴木淳評（坂本昇）
- 石澤智（石澤智）
- 吉舎聖史（桐山亮）
- 黒川達志（森山光太郎）
- 金井勇太（豊臣賢）
- 兒玉宣勝（菊池伝助）
- 武田裕光

## 映画祭など
- 富川国際ファンタスティック映画祭（韓国）招待作品
- インディフェスティバル（ブラジル）招待作品